# ریگان گومز-پرستون
ریگان گومز-پرستون (انگلیسی: Reagan Gomez-Preston؛ زادهٔ ۲۴ آوریل ۱۹۸۰) یک هنرپیشه اهل ایالات متحده آمریکا است.

## گزیده فیلمشناسی
از فیلم‌ها یا برنامه‌های تلویزیونی که وی در آن نقش داشته‌است می‌توان به آثار زیر اشاره کرد.
- جری مگوایر (۱۹۹۶)
- بخش فوریت‌های پزشکی (مجموعه تلویزیونی) (۲۰۰۳)
- کلیولند شو (۲۰۰۹–۱۳)
- ریک و مورتی (۲۰۱۴)
- مرد خانواده (۲۰۱۰)
- سالن زیبایی (۲۰۰۵)
- نمایش آماندا (۲۰۰۰)